# Strata-East Records
Strata-East Records is een Amerikaans platenlabel voor jazz. Het werd in 1971 opgericht door trompettist Charles Tolliver en pianist Stanley Cowell. De eerste uitgave van het label was ook een album van dit tweetal. In de jaren erna volgden platen van onder anderen Max Roach, Clifford Jordan, Charlie Rouse, Pharoah Sanders, Gil Scott-Heron, Cecil Payne, George Russell, Shirley Scott, Charles Brackeen, The Heath Brothers en Larry Ridley. Verschillende platen uit de jaren zeventig worden gezien als goede platen uit de post-bop, spirituele jazz en Afro-jazz.